# 渡辺達生
渡辺 達生（わたなべ たつお、1949年1月20日 - ）は、日本のカメラマン、グラビア写真家。山梨県山梨市出身。
職業を写真家で括られる事もあるが、本人はあくまで「職業カメラマン」であると称している。

## 経歴・人物
小学校時代より、写真好きな父親の影響で写真部に所属。父親ら家族とともに東京へ転居。1972年、成蹊大学経済学部を卒業
。サンケイ出版でアルバイトをしながら著名カメラマンに師事することなく独学で写真を勉強。なお、大学時代の同級生にカシオペアのベーシスト、現東京音楽大学客員教授の鳴瀬喜博がいる。
フリー・カメラマンとしての業績では、小学館『GORO』のグラビアにおいて篠山紀信と共に看板カメラマンとなる。人気を博した『GORO』グラビアは、写真集「素足のアイドルたち」としてまとめられ、1980年代のアイドル・グラビアを席巻した。例えば、武田久美子、川島なお美など多数のベストセラー写真集を手掛けてきた。
特に1989年の写真集「My Dear Stephanie」では、武田久美子の大胆な貝殻ビキニ姿が話題となり、代表作となった。また、JALの沖縄キャンペーンなどで、後に女優となる新人アイドルを数多く撮影。女性専科のカメラマンとしては、日本ではトップレベルの地位を築いた。カメラ技術だけでなく人柄でも信望が厚い。
2004年から2011年にかけて小野真弓の写真集を6冊てがけている。他にも相沢なほこ、原久美子、葉月里緒菜の写真集も複数回撮影しているほか、石川さゆりのCDジャケットも「天城越え」以降はすべて担当。何度も同じモデルの写真集を依頼されることが多い。
趣味はゴルフ、無類のクルマと猫好きでもある。後述するように、松田麻樹、三輪憲亮、矢西誠二ら数多くのアシスタントが人気雑誌などでプロカメラマンとして活躍する。
1995年より2013年現在に至るまで、小学館の雑誌、週刊ポストの表紙カメラマンを担当し、その時代の一流女優らを撮り続けている。

## 主な作品
- 2000年以前の写真集
  - 85.06 中山美穂 写真集『一生懸命』ワニブックス ISBN 4-8470-2024-3
  - 85.11 斉藤由貴写真集『情熱』ワニブックス ISBN 978-4847020315
  - 86.02 堀江しのぶ写真集 ワニブックス ISBN 978-4847020339
  - 88.05 渡辺満里奈写真集『ONE DAY』フジテレビ出版 ISBN 978-4594002664
  - 89.04 坂上香織 写真集『高純度プラトニック』ワニブックス ISBN 978-4847021091
  - 89.05 石田ひかり写真集『ラミネーション』ワニブックス ISBN 978-4847021114
  - 89.09 武田久美子写真集『My Dear Stephanie』ワニブックス
  - 91.07 石田ゆり子写真集『Yuriko's Notebook』ワニブックス ISBN 978-4847022067
  - 92.05 相沢なほこ写真集『SHANGLI‐LA』
  - 92.09 秋本奈緒美写真集『ウーム』ワニブックス ISBN 978-4847022883
  - 92.11 立河宜子写真集『反逆のシンデレラ』ISBN 978-4885543647
  - 92.11 寺尾友美写真集『MORNING GLORY』スコラ ISBN 978-4796200929
  - 92.12 原久美子写真集『DAZZLING』スコラ ISBN 978-4796200974
  - 93.04 墨田ユキ写真集『MADE IN JAPAN』
  - 93.04 生稲晃子写真集『SHADE』ワニブックス ISBN 978-4847023217
  - 93.05 植田あつき写真集「ATSUKI UEDA B‐88」（スコラ）
  - 93.07 川島なお美写真集『WOMAN』ワニブックス ISBN 978-4847023286
  - 93.10 牧瀬里穂 写真集『RIHO MAKISE PHOTOGRAPHS』（集英社）
  - 93.10 葉月里緒菜ファースト写真集『アンドゥ』スコラ ISBN 978-4796201353
  - 93.11	上野正希子 写真集『Figlia』ワニブックス ISBN 978-4847023446
  - 93.12	相沢なほこ写真集『wish』ワニブックス ISBN 978-4847023491
  - 94.01 島田陽子写真集 『quatre』スコラ ISBN 978-4796201551
  - 94.09 間宮沙希子写真集 『熱視線』 スコラ ISBN 978-4796202077
  - 95.09	立河宜子写真集『eyes.』ワニブックス ISBN 978-4847024078
  - 95.12 葉月里緒菜セカンド写真集 『RIONA 7DAYS』（ぶんか社）
  - 96.02 原久美子写真集 スコラ ISBN 978-4796203616
  - 96.07	青木裕子写真集『どうしようもないくらい好き』ワニブックス
  - 96.11	坂木優子写真集『ASIAN BREAK』スコラ ISBN 978-4796204149
  - 97.05 葉月里緒菜写真集 (少年サンデーグラフィック)
  - 99.08 大石恵写真集 『ドルチェ』ワニブックス ISBN 978-4847025440
- 2000年代の写真集
  - 00.02 稲田千花写真集 『Nu』 ワニブックス、ISBN 978-4847025624
  - 00.04 優香写真集 『Innocent』 集英社 ISBN 978-4087803051
  - 03.04 濱田のり子写真集 『エピローグ』双葉社
  - 03.06 杏さゆり写真集 『あんずDROPS』学研 ISBN 978-4054019720
  - 04.10 小野真弓写真集『フクワライ』ワニブックスISBN 978-4847028304
  - 05.01 香里奈フォトブック 『KARINA』幻冬舎 ISBN 978-4344007338
  - 07.09 小野真弓 写真『ONO no KOMACHI』
  - 08.10 小野真弓 写真集『内緒』ワニブックス ISBN 978-4847041457
  - 09.11 小野真弓 写真集『Veil(ベール)』ワニブックス ISBN 978-4847042188
- 2010年代の写真集
  - 10.02 川島海荷サード写真集「from Umi」集英社 ISBN 978-4087805543
  - 10.11 小野真弓 写真集 『29』ワニブックス ISBN 978-4847043307
  - 11.05 渡辺麻友 写真集『まゆゆ「大人になんかなるな・・・」』集英社 ISBN 978-4087806076
  - 11.08 鞘師里保ファースト写真集『さやしりほ』ワニブックス ISBN 978-4-8470-4391-8
  - 11.10 小野真弓 写真集『Switch』ワニブックス ISBN 978-4847044038
  - 12.08 剛力彩芽セカンド写真集『AYAME GOURIKI』共作：宮澤正明、橋本雅司
  - 13.09 平愛梨セカンド写真集『A』ワニブックス ISBN 978-4847045837
  - 16.06 渡辺達生『渡辺家 素顔のアイドルたち1974-2016』集英社 ISBN 978-4087807905
  - 17.03 高橋胡桃×渡辺達生 PHOTO DOCUMENT『一番遠くて近い人』東京ニュース通信社 ISBN 978-4863366374

## 歴代アシスタント
弟子が多いことで知られ、歴代アシスタントは2016年の写真集「渡辺家」で対談を行っている。ただし渡辺自身は「先生」と呼ばれるのが嫌い。
- 初代・川本満雄
- 2代・大澤則昭
- 3代・藤田修平
- 4代・小森充
- 5代・永利隆之
- 6代・中島正男
- 7代・大木誠
- 8代・佐藤敏和
- 9代・金子靖
- 10代・三輪憲亮
- 11代・矢西誠二
- 12代・藤丸修
- 13代・折井洋
- 14代・干川修
- 15代・楽満直城
- 16代・藤本和典
- 17代・松田麻樹
- 18代・佐藤佑一
- 19代・石山貴史
- 20代・石塚雅人
- 21代・田中智久
- 22代・槇野翔太

## 出演
テレビ
- 情熱大陸『カメラマン・渡辺達生』特集（2016年6月19日、MBS）